# Zavine
Zavine este o localitate din comuna Zagorje ob Savi, Slovenia, cu o populație de 91 de locuitori.